# Air Bucharest
Air Bucharest — румынская авиакомпания, базирующаяся в Международном аэропорту имени Анри Коанды, в 16,5 километрах от Бухареста.

## Воздушный флот
По состоянию на июнь 2014 года флот авиакомпании состоит из одного Боинга в одноклассной компоновке экономического класса: